# Сезон ФК «Динамо» (Одеса) 1936 (весна)
Сезон ФК «Чорноморець» (Одеса) 1936 (весна) — 1-й сезон одеського «Динамо» (нині «Чорноморець») в історії клубу.

## Історія сезону
До участі у першому радянському чемпіонаті, що проходив навесні 1936 року, було допущено 28 футбольних колективів з чотирьох радянських республік — Азербайджанської, Української, Російської та Грузинської. Україну представляло дев'ять команд: три з Харкова, дві з Києва та по одній з Одеси, Дніпропетровська та Сталіно. Команди були попередньо поділені на чотири дивізіони: групи «А», «Б», «В» та «Г». Одесити потрапили до третього дивізіону, у групу «В» разом із сімома іншими командами: ростовським «Динамо», бакинським «Будівником», казаньським «Динамо», тбіліським «Локомотивом», харківським «Спартаком», горлівським «Вугільником» та київським «Локомотивом». Одеську команду ж тоді тренував Герман Бланк, а Арон Коген був представником команди. Перший офіційний матч чемпіонату «Динамо» зіграло 24 травня 1936 року на полі стадіону імені Станіслава Косіора проти «Спартака» з Харкова та поступилося з рахунком 0:1. Достеменно не відомо точний склад команди у першому офіційному матчі в історії клубу, однак відомий список футболістів що узяли участь у всьому чемпіонаті того сезону, що складався з семи матчів. Серед футболістів, що узяли участь у першості країни було 13 гравців: воротар — Олександр Михальченко (7 матчів, 9 пропущених м'ячів); захисники — Микола Табачковський (7 матчів) та Микола Хижников (7 матчів); півзахисники — Микола Кравченко (7 матчів), Володимир Токар (2 матчі), Михайло Хейсон (7 матчів) та Петро Чистов (5 матчі); нападники — Марк Гичкін (7 матчів, 1 гол), Петро Калашников (7 матчів, 5 гол), Михайло Малхасов (7 матчів, 3 голи), Леонід Орєхов (7 матчів, 5 голів), Юзеф Сосицький (7 матчів) та Ісаак Фрідман (1 матч, 1 гол). У другому матчі першості одесити забили свій перший гол — його автором став Михайло Малхасов, який закинув м'яч у ворота «динамівців» з Ростова-на-Дону, однак це не допомогло виграти виїзний поєдинок. Рахунок наприкінці гри залишився 3:4 на користь господарів поля. А перша перемога була здобута у третьому поєдинку — у гостях над київським «Локомотивом». За підсумками чемпіонату «Динамо» посіло третє місце в турнірній таблиці групи «В» після ростовських «динамівців», що посіли перше місце, та бакінського «Будівельника», відповідно, друге. Одесити Леонід Орехов та Петро Калашников забили на двоїх 10 голів, по п'ять на кожного, що стало найкращим результатом у клубі того сезону.

## Чемпіонат СРСР

#### Турнірна таблиця
| М | Команда                 | І | В | Н | П | РМ    | О  |
| - | ----------------------- | - | - | - | - | ----- | -- |
| 1 | «Динамо» Ростов-на-Дону | 7 | 5 | 1 | 1 | 19-12 | 18 |
| 2 | «Будівники» Баку        | 7 | 4 | 1 | 2 | 18-10 | 16 |
| 3 | «Динамо» Одеса          | 7 | 3 | 2 | 1 | 15-9  | 15 |
| 4 | «Динамо» Казань         | 7 | 3 | 3 | 3 | 14-15 | 15 |
| 5 | «Локомотив» Тбілісі     | 7 | 2 | 3 | 2 | 14-11 | 14 |
| 6 | «Спартак» Харків        | 7 | 1 | 3 | 3 | 8-16  | 12 |
| 7 | «Вугільник» Горлівка    | 7 | 2 | 1 | 4 | 14-24 | 12 |
| 8 | «Локомотив» Київ        | 7 | 1 | 1 | 5 | 7-12  | 10 |

- 3 очка за перемогу, 2 за нічию, 1 за поразку та 0 за неявку.
- Футбольний клуб «Вугільник» Горлівка переїхав до міста Сталіно й змінив назву на «Стахановець» Сталіно

### Матчі

#### Статистика
| Тур       | 1  | 2  | 3  | 4  | 5  | 6  | 7  |
| --------- | -- | -- | -- | -- | -- | -- | -- |
| Поле      | Д  | В  | В  | Д  | Д  | В  | Д  |
| I тайм    | П  | П  | Н  | Н  | Н  | В  | В  |
| II тайм   | Н  | В  | В  | Н  | В  | П  | В  |
| Підсумок  | П  | П  | В  | Н  | В  | Н  | В  |
| Очок      | 1  | 2  | 5  | 7  | 10 | 12 | 15 |
| Забиті    | 0  | 3  | 4  | 5  | 8  | 10 | 15 |
| Пропущені | 1  | 5  | 5  | 6  | 7  | 9  | 9  |
| Різниця   | -1 | -2 | -1 | -1 | +1 | +1 | +6 |

| Ім'я                   | М | В | Н | П | Гол | Гол  | ЖК | ЖК   | RK | RK   | пен.' | пен.' |
| Ім'я                   | М | В | Н | П | ЧО  | Суп. | ЧО | Суп. | ЧО | Суп. | ЧО    | Суп.  |
| ---------------------- | - | - | - | - | --- | ---- | -- | ---- | -- | ---- | ----- | ----- |
| Я. Мєдоваров (Москва)  | 1 | 0 | 0 | 1 | 0   | 1    | ?  | ?    | 0  | 0    | 1     | 0     |
| В. Стрепіхеєв (Москва) | 2 | 1 | 0 | 1 | 4   | 4    | ?  | ?    | 1  | 0    | 1     | 0     |
| В. Сєльцов (Москва)    | 2 | 1 | 1 | 0 | 4   | 2    | ?  | ?    | 0  | 1    | 0     | 0     |
| Н. Кауров (Москва)     | 1 | 0 | 1 | 0 | 2   | 2    | ?  | ?    | 1  | 0    | 0     | 0     |
| А. Щєлчков (Москва)    | 1 | 1 | 0 | 0 | 5   | 0    | ?  | ?    | 0  | 0    | 0     | 1     |

| Команда                 | Ігор | В | Н | П | Вдома | На виїзді | Очок |
| ----------------------- | ---- | - | - | - | ----- | --------- | ---- |
| «Будівники» Баку        | 1    | 1 | 0 | 0 | 5-0   |           | 2    |
| «Вугільник» Горлівка    | 1    | 1 | 0 | 0 | 3-1   |           | 2    |
| «Динамо» Казань         | 1    | 0 | 1 | 0 |       | 2-2       | 1    |
| «Динамо» Ростов-на-Дону | 1    | 0 | 0 | 1 |       | 3-4       | 0    |
| «Локомотив» Київ        | 1    | 1 | 0 | 0 |       | 1-0       | 2    |
| «Локомотив» Тбілісі     | 1    | 0 | 1 | 0 | 1-1   |           | 1    |
| «Спартак» Харків        | 1    | 0 | 0 | 1 | 0-1   |           | 0    |

|           | 1-15            | 16-30           | 31-45+ | 46-60           | 61-75     | 76-90+                            |
| --------- | --------------- | --------------- | ------ | --------------- | --------- | --------------------------------- |
| Забиті    | Гол             | Гол · Гол       | Гол    | Гол · Гол · Гол | Гол · Гол | Гол · Гол · Гол · Гол · Гол · Гол |
| Пропущені | Гол · Гол · Гол | Гол · Гол · Гол | Гол    |                 |           | Гол · Гол                         |

|          | Матчі | Відсоток | Забиті | За матч | Пропущені | За матч |
| -------- | ----- | -------- | ------ | ------- | --------- | ------- |
| Всього   | 7     | 100 %    | 15     | 2,1     | 9         | 1,3     |
| Перемоги | 3     | 42,86 %  | 9      | 3       | 1         | 0,3     |
| Нічиї    | 2     | 28,57 %  | 3      | 1,5     | 3         | 1,5     |
| Поразки  | 2     | 28,57 %  | 3      | 1       | 5         | 1,6     |

## Статистика гравців
| №       | Поз. | Ім'я                  | Ігор  | Голи  | ЖК | RK |
| ------- | ---- | --------------------- | ----- | ----- | -- | -- |
| 1       | ВР   | Олександр Михальченко | 7     | -9    | ?  | 0  |
| 2       | ПЗ   | Петро Чистов          | 5     | 0     | ?  | 0  |
| 3(2)    | ЗХ   | Микола Табачковський  | 7     | 0     | ?  | 0  |
| 4(2, 3) | ЗХ   | Микола Хижников       | 7     | 0     | ?  | 0  |
| 4(6)    | ПЗ   | Володимир Токар       | 2     | 0     | ?  | 0  |
| 5       | ПЗ   | Михайло Хейсон        | 7     | 0     | ?  | 1  |
| 6(4)    | ПЗ   | Микола Кравченко      | 7     | 0     | ?  | 0  |
| 7(11)   | НП   | Юзеф Сосицький        | 7     | 0     | ?  | 0  |
| 8       | НП   | Михайло Малхасов      | 7     | 3     | ?  | 0  |
| 9       | НП   | Леонід Орєхов         | 7     | 4 (1) | ?  | 1  |
| 10      | НП   | Марк Гичкін           | 7     | 1     | ?  | 0  |
| 10      | НП   | Ісаак Фрідман         | 0 (1) | 1     | ?  | 0  |
| 11(7)   | НП   | Петро Калашников      | 7     | 5     | ?  | 0  |

Пояснення до таблиці:

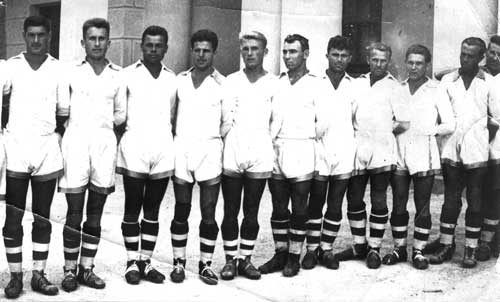
Одеські динамівці перед початком першого чемпіонату СССР з футболу. Зліва направо: С. Литвачук, І. Сосицький, К. Кусинський, П. Калашніков, М. Хижников, М. Кравченко, М. Хейсон, М. Гичкін, Л. Орєхов, А. Штрауб, М. Волін.

- У графі «Ігри» у дужках вказана кількість виходів на заміну.
- У графі «Голи»:
  - У дужках вказана кількість голів з пенальті.
  - З мінусом наведена від'ємна кількість пропущених м'ячів (для воротарів).